# Числов, Александр Михайлович
Алекса́ндр Миха́йлович Числов (1 [14] марта 1915 года, с. Луговая Пролейка Царевского уезда Астраханской губернии, Российская империя (ныне Быковский район Волгоградской области) — 24 августа 2009 года, Волгоград, Россия) — лётчик-ас, командир эскадрильи 63-го гвардейского истребительного авиационного полка (3-я гвардейская истребительная авиационная дивизия, 1-й гвардейский истребительный авиационный корпус, 15-я воздушная армия, Брянский фронт), полковник, Герой Советского Союза.

## Биография
Родился 1 (14) марта 1915 года в селе Луговая Пролейка Царевского уезда Астраханской губернии Российской империи (ныне в Быковском районе Волгоградской области) в семье крестьянина. В 1930 году окончил 7 классов неполной средней школы. Окончил Сталинградский аэроклуб. Работал планеровщиком на Сталинградском заводе «Баррикады».
В Красной Армии с 1938 года. В 1939 году окончил Борисоглебскую военную авиационную школу пилотов.

### Великая Отечественная война
С июня 1941 года сражался на фронтах Великой Отечественной войны:
- Крымском,
- Калининском,
- Северо-западном,
- Брянском,
- 1-м Прибалтийском,
- 2-м Прибалтийском,
- 1-м Белорусском,
- 3-м Белорусском.

Принимал участие в сражениях:
- Курская дуга,
- Белорусская операция,
- Прибалтийская операция,
- Штурм Берлина.

| Период                  | Часть                                            | Самолёты      |
| ----------------------- | ------------------------------------------------ | ------------- |
| с июня 1941             | 12-й истребительный авиационный полк             | И-153, ЛаГГ-3 |
| декабрь 1942 — май 1944 | 63-й гвардейский истребительный авиационный полк | Ла-5          |
| май 1944 — май 1945     | 32-й гвардейский истребительный авиационный полк | Ла-5, Ла-7    |

С Александром Числовым совершил свой первый после ранения вылет Алексей Маресьев.

Указом Президиума Верховного Совета СССР от 24 августа 1943 года «за мужество и воинскую доблесть, проявленные в боях с врагами», гвардии капитану Числову Александру Михайловичу присвоено звание Героя Советского Союза с вручением Ордена Ленина и медали «Золотая Звезда» (№ 1116).

#### Итоги
За войну Александр Числов совершил 635 успешных боевых вылета, в воздушных боях сбил лично 21 вражеский самолёт и 13 — в группе с товарищами.
| Дата          | Число, тип сбитых самолётов | Место                          | Самолёт Числова | Военная часть                                    |
| ------------- | --------------------------- | ------------------------------ | --------------- | ------------------------------------------------ |
| 14.01.1942 г. | 1/3 Не-111                  | ст. Багерово — Малый Бабчик    | И-153, ЛаГГ-3   | 12-й истребительный авиационный полк             |
| 15.01.1942 г. | 1 Не-111                    | Аджимушкай — м. Хрони          | И-153, ЛаГГ-3   | 12-й истребительный авиационный полк             |
| 16.03.1942 г. | 1/5 Ме-109                  | Владиславовка                  | И-153, ЛаГГ-3   | 12-й истребительный авиационный полк             |
| 16.03.1942 г. | 1 Ме-109                    | Арабат — Киет                  | И-153, ЛаГГ-3   | 12-й истребительный авиационный полк             |
| 08.12.1942 г. | 1 Не-111                    | южнее г. Белый                 | Ла-5            | 63-й гвардейский истребительный авиационный полк |
| 29.12.1942 г. | 1 ФВ-198                    | юго-западнее г. Новосокольники | Ла-5            | 63-й гвардейский истребительный авиационный полк |
| 06.01.1943 г. | 1 Ju-87                     | Селипово                       | Ла-5            | 63-й гвардейский истребительный авиационный полк |
| 14.01.1943 г. | 1 Ju-87                     | Латинка                        | Ла-5            | 63-й гвардейский истребительный авиационный полк |
| 14.01.1943 г. | 1 Ju-87                     | Велебецкое — Госково           | Ла-5            | 63-й гвардейский истребительный авиационный полк |
| 16.01.1943 г. | 1 Ме-109                    | оз. Искусственное              | Ла-5            | 63-й гвардейский истребительный авиационный полк |
| 21.02.1943 г. | 1 Ме-109                    | юго-восточнее Засово           | Ла-5            | 63-й гвардейский истребительный авиационный полк |
| 12.07.1943 г. | 1 Не-111                    | Карпово — Хомутово             | Ла-5            | 63-й гвардейский истребительный авиационный полк |
| 13.07.1943 г. | 2 Не-111                    | Спасское — Богородицкое        | Ла-5            | 63-й гвардейский истребительный авиационный полк |
| 14.07.1943 г. | 1 Ju-87                     | Бараново                       | Ла-5            | 63-й гвардейский истребительный авиационный полк |
| 19.07.1943 г. | 1 Ju-87                     | Титово — Винница               | Ла-5            | 63-й гвардейский истребительный авиационный полк |
| 19.07.1943 г. | 1 Ме-110                    | Титово — Винница               | Ла-5            | 63-й гвардейский истребительный авиационный полк |
| 04.08.1943 г. | 1 FW-190                    | Большие Рябинки                | Ла-5            | 63-й гвардейский истребительный авиационный полк |
| 08.01.1944 г. | 1 Ju-87                     | Городище — Ворошилы            | Ла-5            | 63-й гвардейский истребительный авиационный полк |
| 08.01.1944 г. | 1 FW-190                    | Дыкалы — Высокая               | Ла-5            | 63-й гвардейский истребительный авиационный полк |
| 16.09.1944 г. | 1 FW-190                    | Мелупви                        | Ла-7            | 32-й гвардейский истребительный авиационный полк |

1. 1 2  Дробное число означает победу в группе. Числитель — количество сбитых самолётов противника, знаменатель — количество самолётов в группе. Реально дробной системы в Красной Армии не существовало.
2. ↑  Модель самолёта указана по донесениям пилота. В действительности такого самолёта не существовало.

Однако по более поздним данным того же автора, подтверждается несколько меньшее число побед А. М. Числова — 19 лично и 2 в группе.

### После войны
После войны продолжил службу Военно-воздушных силах СССР. После перевода ВВС на реактивные самолёты служил в должности начальника воздушно-стрелковой подготовки 63-го гвардейского Виленского ордена Кутузова истребительного авиационного полка.
В июне 1956 года гвардии полковник Александр Михайлович Числов по состоянию здоровья был уволен в запас. Переехал с семьей в город-герой Сталинград (ныне Волгоград). С 1961 года по 1979 год работал начальником Тракторозаводской спасательной станции. Вёл активную работу по военно-патриотическому воспитанию молодежи.
Скончался 24 августа 2009 года. Похоронен на кладбище Тракторозаводского района Волгограда.

## Должности
| Период              | Должность                        |
| ------------------- | -------------------------------- |
| 1942 год            | заместитель командира эскадрильи |
| 1942 год            | штурман эскадрильи               |
| 1942-1943 годы      | командир эскадрильи              |
| 1943 год            | штурман полка                    |
| 1943 год            | заместитель командира полка      |
| с декабря 1943 года | командир полка                   |

## Политическая деятельность
Трижды избирался депутатом Тракторозаводского районного Совета депутатов трудящихся.

## Память
- На улице Баррикадной, на фасаде здания бывшего Волгоградского областного комитета ДОСААФ (ныне РОСТО), 6 ноября 1967 года была торжественно открыта гранитная мемориальная доска с именами лётчиков — воспитанников Сталинградского аэроклуба имени Н. С. Хользунова, удостоенных звания Героя Советского Союза за выдающиеся подвиги в боях при защите социалистической Родины, среди них есть и Числов А. М.
- В Тракторозаводском районе Волгограда, на доме № 8 , по улице Академика Павлова, в котором проживал Александр Михайлович, после его смерти установлена мемориальная доска, прижизненная перенесена на здание средней школы № 51, расположенной по соседству.

## Награды
- Медаль «Золотая Звезда» Героя Советского Союза № 1116 (24 августа 1943 года);
- два ордена Ленина;
- орден Красного Знамени;
- орден Александра Невского;
- два ордена Отечественной войны I степени;
- орден Красной Звезды;
- медаль «За боевые заслуги»;
- медаль «За оборону Киева»;
- медаль «За победу над Германией в Великой Отечественной войне 1941—1945 гг.»;
- медаль «За взятие Берлина»;
- другие медали.